# Karl Zöppritz (Politiker)
Karl Adam Zöppritz (* 26. April 1812 in Darmstadt; † 5. Oktober 1900 in Mergelstetten) war ein hessischer Unternehmer und liberaler Politiker und ehemaliger Abgeordneter der 2. Kammer der Landstände des Großherzogtums Hessen.

## Familie
Karl Zöppritz war der Sohn des Unternehmers und Abgeordneten Andreas Zöppritz (1760–1826) und dessen Frau Katharina Margaretha geborene Schwarz (1774–1856). Karl Zöppritz, der evangelischer Konfession war, heiratete 1835 in Darmstadt Margarethe Sophie geborene Weidenbusch (1813–1881).
Aus der Ehe gingen folgende Kinder hervor:
1. Karl Jacob Zöppritz (1838–1885), Dr. phil., Privatdozent der Mathematik und Theoretischen Physik in Tübingen, Professor in Gießen und Königsberg
2. Georg Ludwig Victor Zöppritz (* 1839), Kaufmann, Fabrikant in Darmstadt, Paris, Neubolheim
3. Christian Wilhelm Rudolf Zoeppritz (1841–1873), Dr. phil., Privatgelehrter, lebte in Alexandria, Herausgeber von Briefen an und von Friedrich Heinrich Jacobi
4. Catharina Margarethe Elisabeth (Elsa) Kugler, geb. Zöppritz (1845–1921), verheiratet I. 1869 Bernhard von Kugler, Dr. phil., o. Professor für Geschichte in Tübingen, verheiratet II. 1902 Karl Friedrich Ludwig Ernst Höpfner, * 1836
5. Adelheid Tröltsch, geb. Zöppritz (* 1847), verheiratet 1865 mit Wilhelm Tröltsch, Kaufmann in Alexandria, Fabrikant in Weißenburg, Kgl. Bayer. Kommerzienrat
6. Karl Hermann Zöppritz (* 1851), Kaufmann in London
7. Otto Stefan Friedrich Zöppritz (1853–1922), Kaufmann und Fabrikbesitzer in Mergelstetten, Vater des Seismologen Karl Bernhard Zoeppritz und des Chemikers, Fabrikanten und Anthroposophen Rudolf Zoeppritz
8. Georg Florentin Adolf Zoeppritz (1855–1939), Ingenieur, leitete die Erschließung der Höllentalklamm, Ehrenbürger von Garmisch-Partenkirchen
9. Karl Adam Zöppritz

## Ausbildung und Beruf
Karl Zöppritz war gemeinsam mit seinem Bruder Georg und Christian Mitgründer der Firma Gebr. Zoeppritz Deckenfabrik in Mergelstetten. 1879 wurde er zum Kommerzienrat, 1892 zum geheimen Kommerzienrat ernannt.

## Politik
In der 11. und in der 14. Wahlperiode (1847–1849 und 1851–1856) war Karl Zöppritz Abgeordneter der zweiten Kammer der Landstände des Großherzogtums Hessen. In den Landständen vertrat er den Wahlbezirk Starkenburg 2/Groß-Gerau. 1848 war er Mitglied des Vorparlaments. 1849 bis 1850 war er gewähltes Mitglied der ersten Kammer.